# Guyana Olympic Association
Das Guyana Olympic Committee (IOC code: GUY) ist das Nationale Olympische Komitee von Guyana.
Das Komitee wurde 1935 gegründet und 1948 von Internationalen Olympischen Komitee anerkannt.
Vorsitzender des Komitees ist derzeit Godfrey Munroe (2024).